# 肖书海
肖书海（1967年—）是一位美国华裔古生物学家，弗吉尼亚理工学院暨州立大学地球生物学教授，高中毕业于江西省泰和中学，本科和硕士毕业于北京大学，博士毕业于哈佛大学，2021年获玛丽·克拉克·汤普森奖章，2023年当选美国国家科学院院士。